# AKN T4
Der T4 der Eisenbahn-Gesellschaft Altona-Kaltenkirchen-Neumünster (AKN) wurde 1934 von LHW Breslau hergestellt. Der Dieseltriebwagen war bis 1966 im Einsatz und wurde danach ausgemustert und verschrottet.

## Geschichte
Nachdem die AKN 1930 mit drei Triebwagen der Deutschen Werke (AKN T1–T3) den Triebwagenbetrieb begonnen hatte, folgte 1934 mit dem T4 ein größeres Fahrzeug mit dieselelektrischem Antrieb. Damit konnte die Gesellschaft an Werktagen fast den gesamten Reisezugverkehr mit Triebwagen abwickeln. Es wurde geschätzt, dass pro Tag 25 Triebwagenzüge verkehren, die etwa 1.400 Zugkilometer leisten würden.
Ursprünglich wollte die Gesellschaft weitere Triebwagen beschaffen. Lediglich der AKN T5 war 1940 noch zu realisieren. Der Mangel an Dieseltreibstoff schränkte die Einsätze ein. Es mussten vermehrt Dampfzüge gefahren werden. Nach dem Zweiten Weltkrieg wurden mehrere Esslinger Triebwagen gekauft, die den Vorkriegstriebwagen überlegen waren. Weitere Einsatzdaten des AKN T4 sind nicht bekannt. Der Triebwagen wurde 1966 ausgemustert und beim Lauenburger Schrotthandel verschrottet.

## Konstruktive Merkmale
Der Wagenkasten besaß eine abgerundete Stirnfront mit seitlich versetzten Übergangstüren. Die Einstiegstüren sind weiter eingezogen, die Seitenfenster besaßen ein doppeltes Oberlicht, wobei die großen Seitenfenster eine Festverglasung hatten. Herablassbare Fenster waren lediglich in den Türen der Einstiege und der Gepäckräume. An beiden Fahrzeugenden befand sich ein absperrbarer Führerstand. Auf der einen Seite waren die Elektromotoren im Drehgestell untergebracht. Auf dieser Seite war der Einstieg hinter dem Führerraum, im Einstiegsraum gab es Klappsitze. Auf der anderen Seite trug das Drehgestell den Dieselmotor, hinter dem Führerstand befand sich ein Gepäckabteil mit zwei Klapptüren auf jeder Seite, der Motor ragte in diesen Raum hinein. Der Einstiegsraum befand sich erst danach. Zwischen den Einstiegsräumen war das Fahrgastabteil der 3. Klasse, es bestand aus zwei in etwa gleich großen Segmenten für Raucher/Nichtraucher, im Raucherabteil befand sich ferner ein Abort.
Der Sechszylinder-Dieselmotor leistete 250 PS, an ihn angeschlossen war ein Generator, der den Strom für die elektrischen Fahrmotoren erzeugte.